# 2 Ursae Majoris
2 Ursae Majoris (2 UMa) es una estrella en la constelación de la Osa Mayor.
De magnitud aparente +5,46, se encuentra a 153 años luz del sistema solar.
2 Ursae Majoris es una estrella blanca de tipo espectral A2m con una temperatura superficial de 7918 K.
Es una estrella con líneas metálicas —de ahí la «m» en su tipo espectral— y, como es característico de estas estrellas, rota lentamente, siendo su velocidad de rotación proyectada de 11,6 km/s.
Muchas de las estrellas Am son binarias y se ha especulado que también 2 Ursae Majoris pueda serlo.
Su masa equivale a 1,80 masas solares y tiene una edad de 770 millones de años.
Puede ser una estrella ligeramente variable, siendo su amplitud de variación de sólo 0,02 magnitudes.
2 Ursae Majoris tiene, como otras estrellas Am, una composición elemental anómala.
Ciertos elementos como sodio, bario y hierro son sobreabundantes ([Fe/H] = +0,21) pero otros presentan niveles notablemente bajos. Es el caso del calcio, cuya abundancia relativa apenas alcanza el 9% de la existente en el Sol ([Ca/H] = -1,02), la tercera más baja entre 122 estrellas de tipo A estudiadas.